# レノン (フランス)
レノン （Lennon）は、フランス、ブルターニュ地域圏、フィニステール県のコミューン。

## 歴史

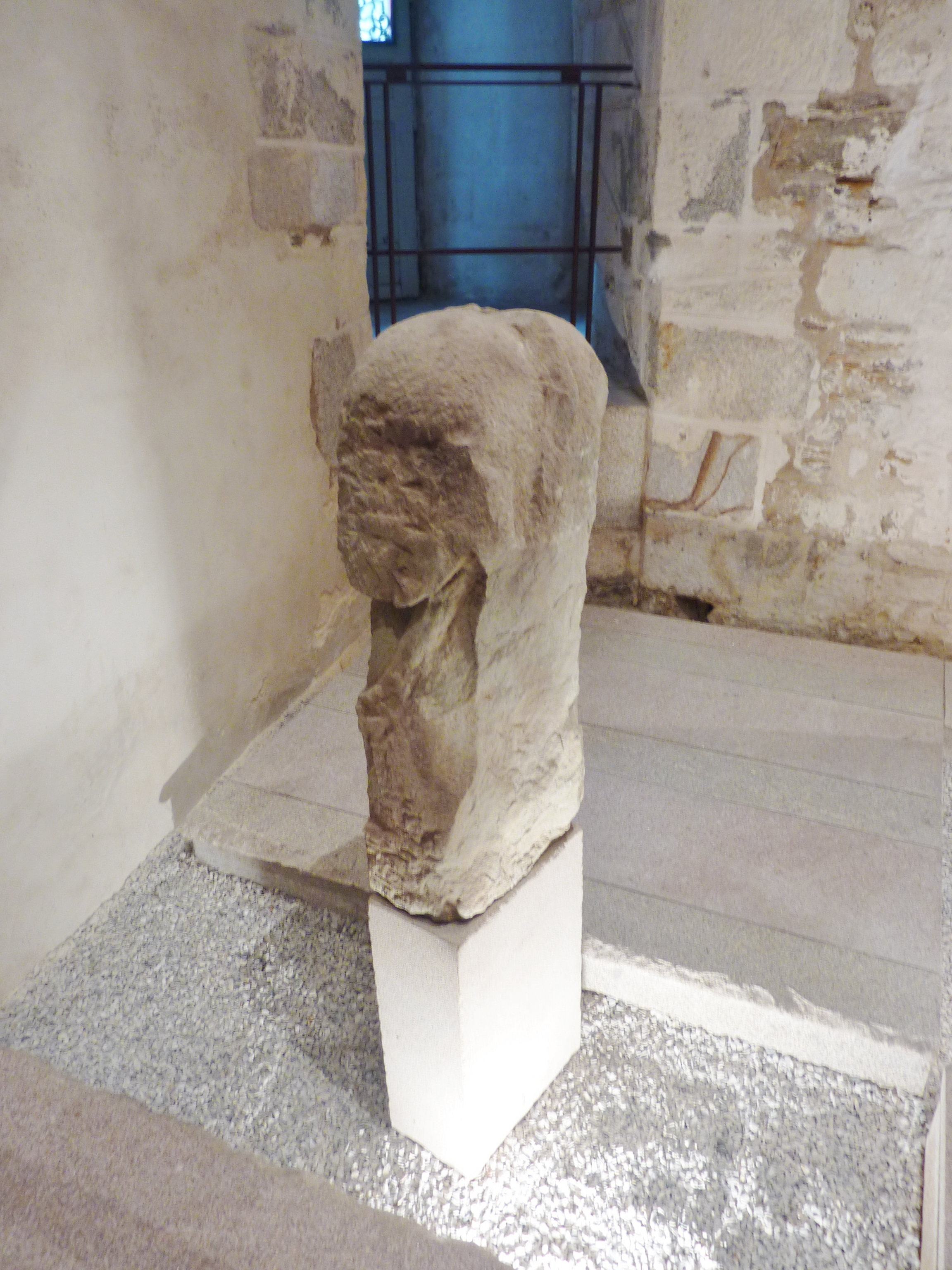
双頭の石碑

鉄器時代に遡ることができる、ガリアの砂岩の石碑が、レノンのケルゴニウ集落で発見されている。これは2つの頭（生と死を意味している）を備えた神格を表している。現在この石碑はカンペールの県立ブルトン博物館が所蔵している。

### ティ・メンの赤い旅籠
1938年、カンペールのフィニステール県重罪裁判所で行われた、『オーベルジュ・ルージュ』（auberge rouge、赤い旅籠）と呼ばれた裁判が当時噂の種になった。プレバン在住の農業労働者ジャン・ルイ・ゴイクの遺体の発見に続いて、1936年8月14日、ロスヴェゲンとレノンの堰から500m上流のナント・ア・ブレスト運河で、アジア出身者に似た全く身元不明の通称『中国人商人』の遺体が発見された。彼は行商人であった。レノン出身者2人、シャトーヌフ＝デュ＝フー出身者1人からなる容疑者男性3人が起訴された。一説によると、この殺人事件はプレバンのティ・メンにあった旅籠で発生した。これが事件に付けられた名称の由来である。噂によると、事件以前の15年間にこの一帯で発生した他の失踪事件も3人の被告に起因するものだった。2人の主犯が重労働刑を命じられ、ジョセフ・マリー・クレトーは終身重労働刑、ジャン・カディウは20年重労働刑であった。ジェローム・モディールは5年間の禁錮重労働刑となった。

## 人口統計
| 1962年 | 1968年 | 1975年 | 1982年 | 1990年 | 1999年 | 2006年 | 2010年 |
| ------ | ------ | ------ | ------ | ------ | ------ | ------ | ------ |
| 1042   | 922    | 770    | 652    | 646    | 645    | 738    | 790    |

参照元:1999年までEHESS、2000年以降INSEE

## 史跡
- サント・トリニテ教会 - 16世紀から18世紀
- サント・モーデズ礼拝堂 - 16世紀
- サン・ニコラ礼拝堂 - 16世紀

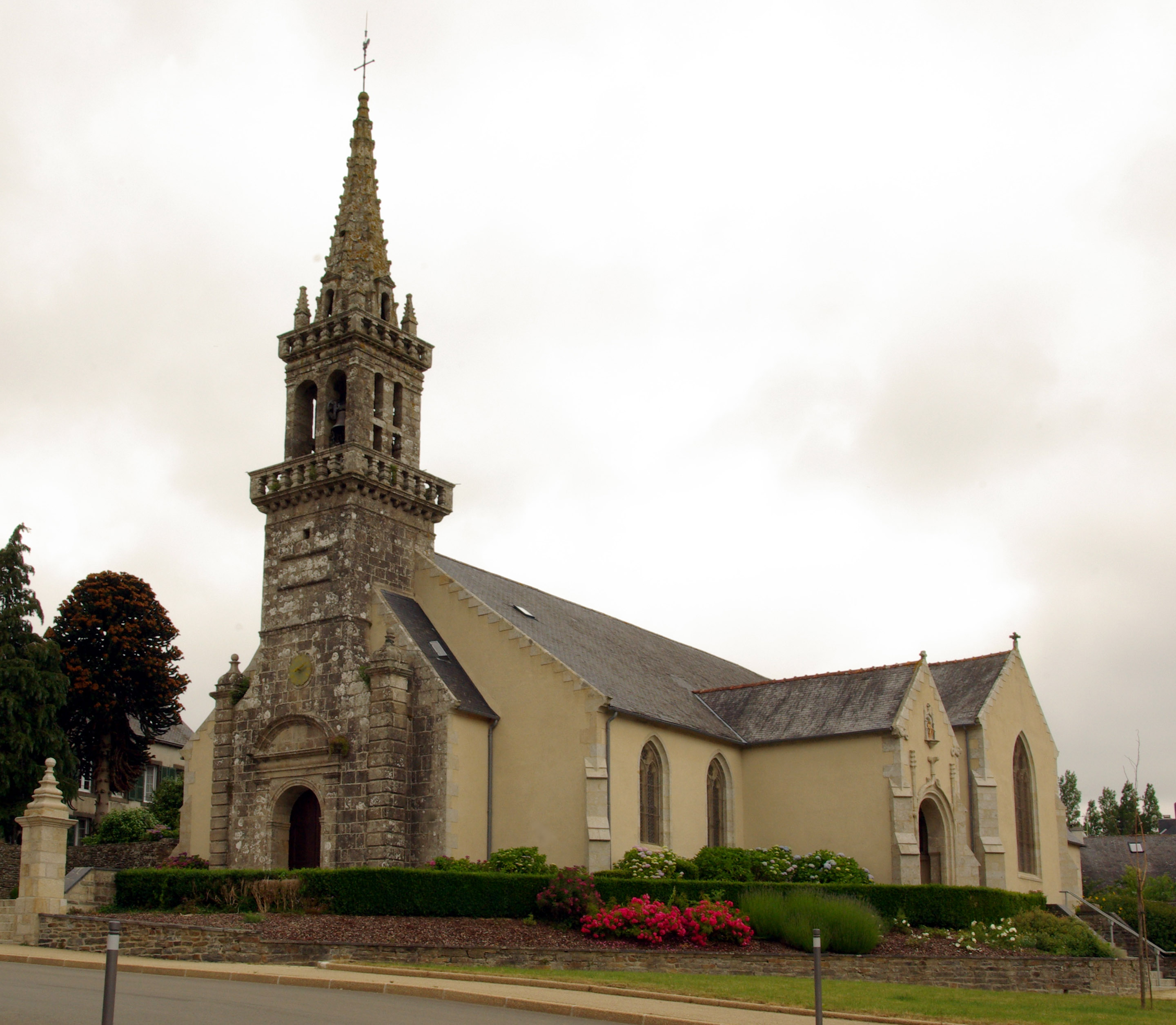
サント・トリニテ教会
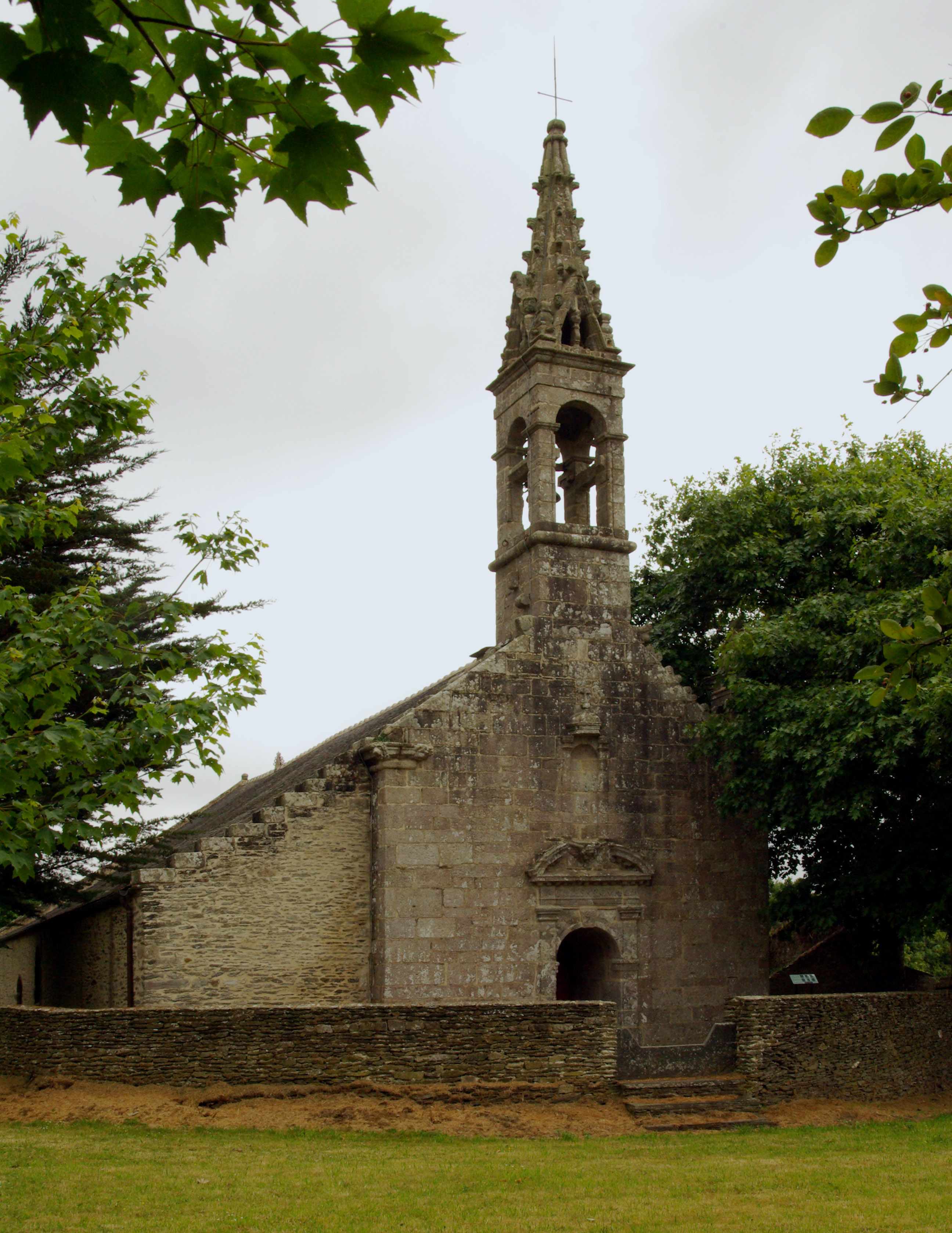
サン・モーデズ礼拝堂
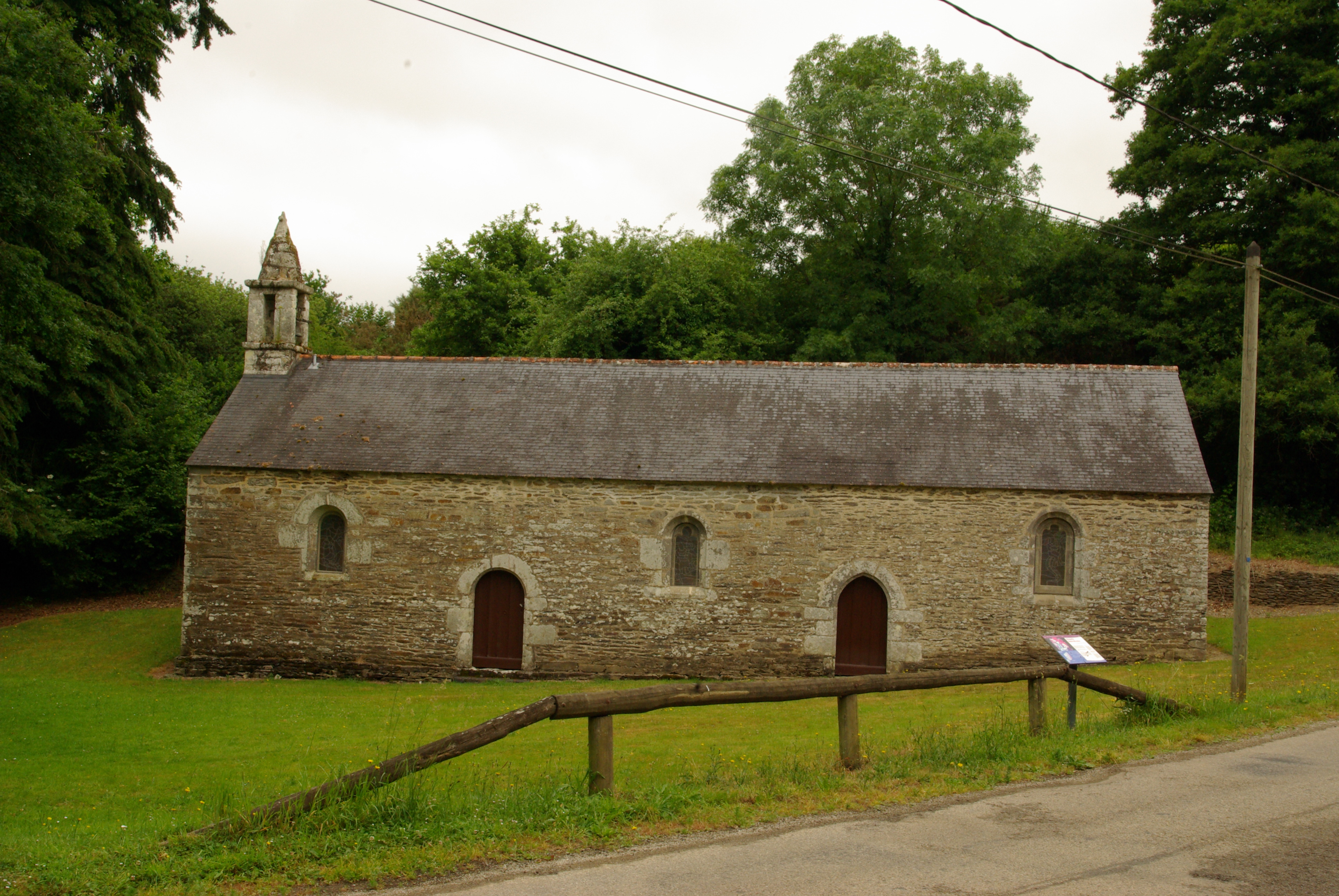
サン・ニコラ礼拝堂